# Juliane Plambeck
Juliane Plambeck (Friburg de Brisgòvia, 16 de juliol de 1952 - Unterriexingen, Markgröningen, Baden-Württemberg, 25 de juliol de 1980) va ser una activista política alemanya, militant del Moviment 2 de Juny i de la Fracció de l'Exèrcit Roig (RAF). Va morir en un accident de trànsit l'any 1980, amb el company de militància Wolfgang Beer.

## Trajectòria
El 9 de setembre de 1975 va ser arrestada en una botiga de Berlín, juntament amb Inge Viett i Ralf Reinders. Va ser acusada de participar, com a militant del Moviment 2 de Juny, en el segrest del dirigent democratacristià Peter Lorenz. El 7 de juliol de 1976 va aconseguir fugir del centre de detenció de dones de Lehrter Strasse, a Berlín, amb Inge Viett, Gabriele Rollnik i Monika Berberich.
Posteriorment, va ingressar a les files de la Fracció de l'Exèrcit Roig i el 25 de juliol de 1980 va morir en un accident de trànsit, juntament amb Wolfgang Beer. El sinistre va passar a l'estat de Baden-Württemberg, prop del poble d'Unterriexingen, al municipi de Markgröningen, concretament a la carretera que l'uneix amb el poble d'Untermberg, al municipi de Bietigheim-Bissingen quan, al voltant de les 7:15 hores, el cotxe Volkswagen Golf de color vermell fosc i matrícula de París que havien robat va acabar al marge esquerre de la carretera per causes desconegudes i va acabar xocant amb un camió de grava que s'acostava. A més de documents d'identitat i matrícules falsificats, en el vehicle implicat també s'hi van trobar diverses armes, de les quals es diu que una d'elles, una metralleta polonesa PM-63, es va utilitzar el 1977 durant el segrest i execució de l'empresari i exoficial nazi Hanns Martin Schleyer.
Durant la investigació ulterior a l'apartament que tenia llogat a Heidelberg, es van trobar documents estratègics assignats als companys de militància Brigitte Mohnhaupt i Christian Klar. Inicialment, va ser enterrada al cementiri de Dornhalden, situat al districte de Degerloch de Stuttgart, però després es va traslladar la tomba al districte de Rüppurr, al sud de Karlsruhe. La inscripció de la làpida reprodueix una frase manllevada de Friedrich Wilhelm Nietzsche que diu: «Desesperats! Quanta valentia doneu als qui us miren!».